# LaHoMa Living Plaza
LaHoMa Living Plaza (afkorting voor LangenHorner Markt) is een complex bestaande uit een overdekt winkelcentrum met winkels en horeca, woningen, kantoren en een parkeergarage. Het complex ligt in Hamburg in het stadsdeel Langenhorn. Het is gelegen aan de Langenhorner Markt.

## Ligging
Het LaHoMa ligt in het Hamburgse district Hamburg-Nord in het stadsdeel Langenhorn. Het bouwblok van het centrum wordt aan de zuidzijde begrensd door de Krohnstieg, tegenover het winkelcentrum Krohnstieg Center. Aan de westzijde, middels een weg gescheiden, bestaande bebouwing aan de Reekamp, aan de noordzijde de Eberhofweg en aan de oostzijde, middels een weg gescheiden bestaande bebouwing. Aan de oostzijde ligt een voormalig warenhuis van Hertie, dat is omgebouwd tot een Kaufland-filiaal. Het centrum is bereikbaar met metro, bus en auto.

## Geschiedenis
In de jaren 1960 werd op het betreffende grondstuk het Einkaufszentrum Langenhorner Markt gebouwd. In 2014 werd het centrum, dat in desolate toestand was, gekocht door Matrix Immobilien. Het oude centrum werd afgebroken om het te vervangen door een modern en attractief stadsdeelcentrum met een ondergrondse parkeergarage. Het centrum naar een ontwerp van Heine Architekten heeft een grote glazen overkapping en op het centrum zijn drie woontorens gebouwd met 120 woningen op vier verdiepingen. De bouwkosten werden geraamd op ca. € 100 miljoen.
Het nieuwe winkelcentrum werd opgeleverd in 2019.

## Eigendom en beheer
Het centrum werd ontwikkeld door Matrix Immobilien uit Hamburg en SEG Development I DvH Real Estate GmbH uit Stuttgart en werd nog voor de oplevering verkocht R+V Versicherungen. Het beheer van het centrum is in handen van de Matrix Immobilien.

## Gebruik
Het overdekte gelijkvloerse centrum met een winkeloppervlak van 25.600 m² telt zo'n 60 winkels, horecagelegenheden, dienstverleners en artsenpraktijken. Daarnaast bestaat het complex uit 4.000 m² kantoren, een ondergrondse parkeergarage met 360 parkeerplaatsen en 120 woningen.